# Wildes Denken

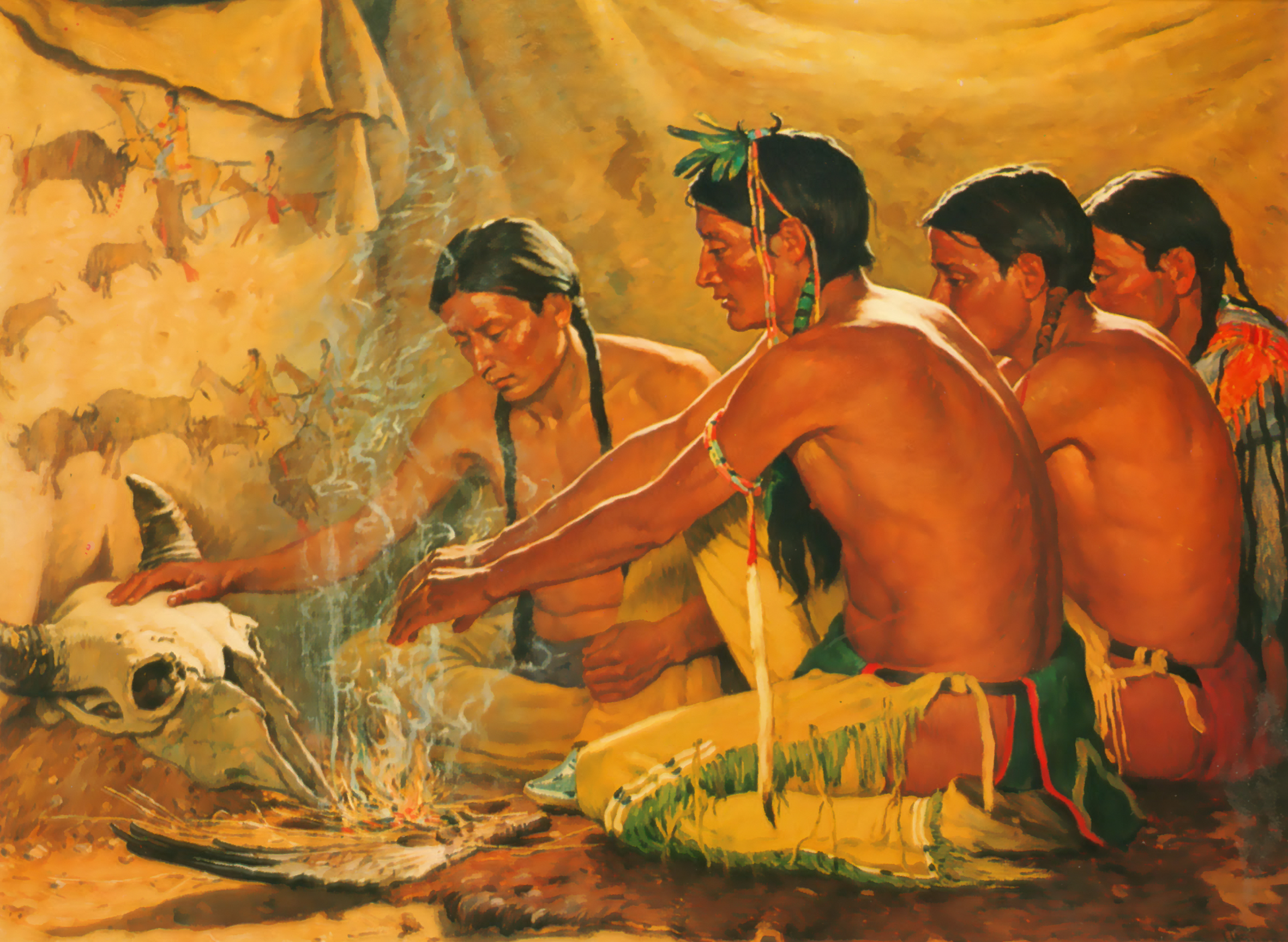
Spiritualität, der Bezug zur direkten Umwelt und die Einbeziehung aller Dinge in das „Große Ganze“ sind wesentliche Kennzeichen des wilden Denkens

Der Begriff wildes Denken (französisch pensée sauvage) wurde von dem Ethnologen Claude Lévi-Strauss geprägt. Er benannte damit die Denkweisen der naturnah lebenden Kulturen, die auf traditionell ganzheitlichen und mythisch erklärten Weltanschauungen beruhen. Alle Wesen, Dinge und Phänomene werden dabei durch einen allumfassenden, magischen Zusammenhang miteinander verbunden, der nicht auf abstrahierenden und rationalen Überlegungen beruht. Dieses Denken sei vielmehr die phantasievolle Kombination von „Bruchstücken“ der sinnlichen Wahrnehmung und vergangener Ereignisse, die mit Hilfe der Einbildungskraft zu konkreten Bildern und Geschichten verarbeitet werden. Lévi-Strauss bezeichnete dieses improvisierende Vorgehen als Bricolage („Bastelei“).
Dennoch kam er nach weitreichenden kulturvergleichenden Forschungen zu der Überzeugung, dass kein wesentlicher oder qualitativer Unterschied in der logischen Struktur von modernem und (vermeintlich) primitivem Denken bestehe. Beide Denkweisen seien nur Varianten ein und desselben Prinzips, die Welt nach einem universellen Verfahren zu ordnen.
Der Begriff „wildes Denken“ wird auch in der modernen Kunst aufgegriffen, wo es als die Freiheit verstanden wird, spontan Zusammenhänge zwischen Beobachtung und Bedeutungszuweisung zu konstruieren.

## Gemeinsamkeiten mit dem modernen Denken
Lévi-Strauss erkannte in der Bildung von Gegensätzen (Dichotomien) wie „Mann – Frau“, „alt – jung“, „klein – groß“, „kalt – heiß“ das Grundmuster jeglicher Kategorisierung, das alle Menschen – unabhängig von ihrer kulturellen Zugehörigkeit – anwenden. Er ging davon aus, dass daher auch die unterschiedlichsten Weltbilder in die moderne Sprache übersetzt und verglichen werden können.
Aufbauend auf dem Prinzip der Gegensätze, entwickelte sich eine große Vielfalt unterschiedlicher Versuche, „die Welt zu ordnen“. Sie weisen zwar in ihren Begrifflichkeiten große Unterschiede auf, beruhen in ihrer Struktur jedoch alle auf dem gleichen Prinzip. (Zum besseren Verständnis eignet sich ein Vergleich mit der Architektur: Alle Gebäude haben ein Fundament, tragende Wände und ein Dach. Die Grundstruktur ist also immer identisch, obwohl man Hütten und Wolkenkratzer, Fabriken und Kirchen daraus bauen kann.)
Lévi-Strauss ging davon aus, dass das „wilde Denken“ in den modernen Industriegesellschaften eine Renaissance erlebe. So sei die strukturale Logik insbesondere in der Kybernetik und der Computertechnik erkennbar. Dennoch wies er auch auf die Unterschiede zwischen dem sogenannten „primitiven“ und dem modernen Denken hin, die vor allem in ihrer Bezogenheit zu suchen sind.

## Die Unterschiede zum wissenschaftlichen Denken

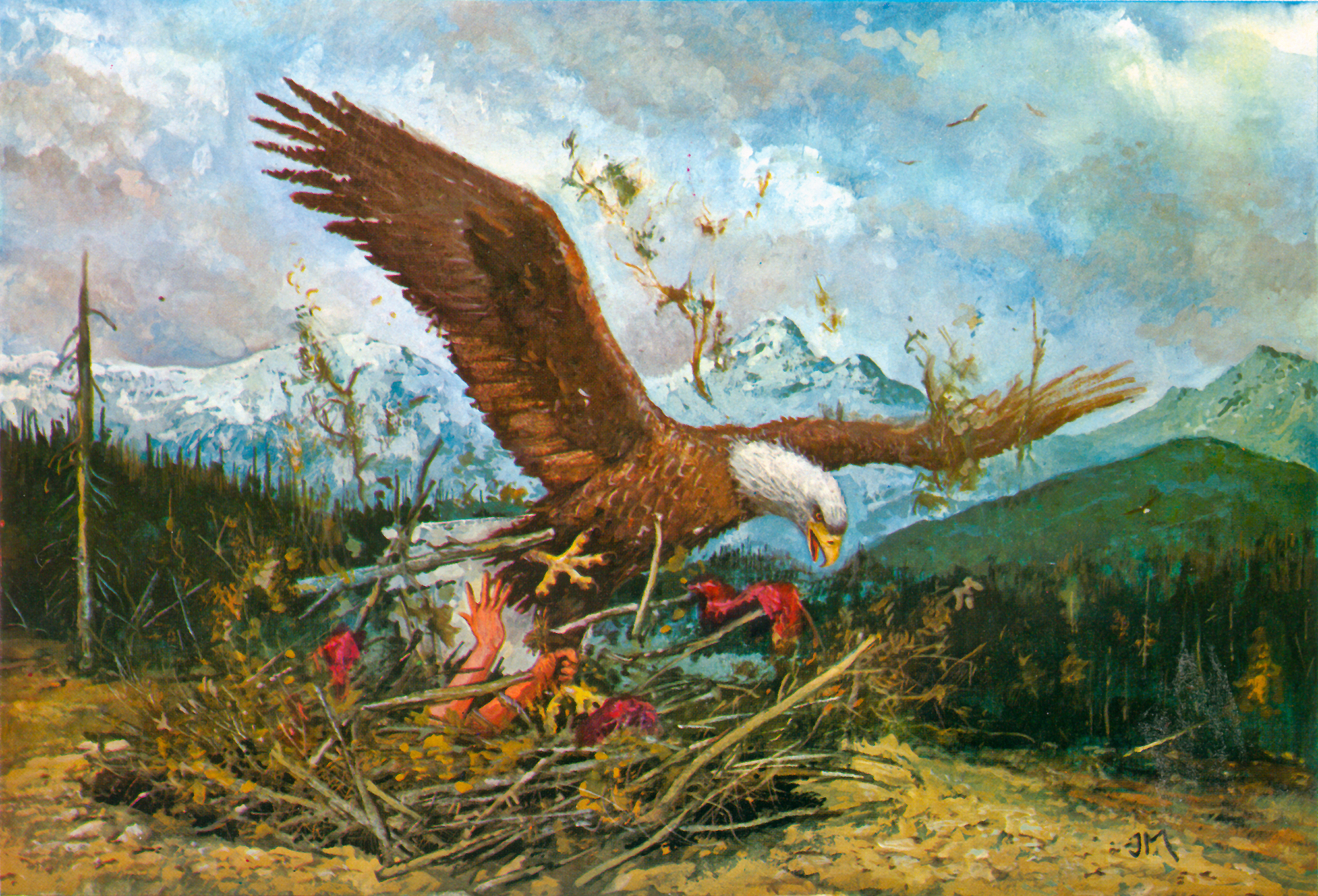
Die Adlerjagd der Hidatsa: Diese stark ritualisierte Handlung heiligte den Gegensatz von „himmlisch und irdisch“, indem der Mensch in die Erde stieg, um das höchste Himmelswesen mit den Händen zu fangen.

Lévi-Strauss sieht das wilde Denken nicht als primitive, vor-logische Stufe des Denkens, sondern betont, dass es der gleichen inneren Logik folge und ebenfalls zu widerspruchsfreien Klassifikationssystemen führe, um das Chaos der Welt begreiflich zu machen. Der wesentliche Unterschied bestehe auf einer unterschiedlichen Wahrnehmung der Wirklichkeit.
Das (moderne) wissenschaftliche Denken ist meist mit einer bestimmten Theorie verbunden, beruht auf empirischer Beweisführung und Abstraktion, schließt zumeist vom Einzelnen auf das Ganze (Reduktionismus) und schafft praxistaugliche Strukturen.
Demgegenüber ist das mythische Denken vielfach ohne Anspruch auf eine praktische Ordnung, beruht auf (nicht beweisbaren und immer wieder neu erfolgenden) Kombinationen der unterschiedlichsten Beobachtungen – die als Zeichen gedeutet werden –, richtet sich vor allem auf sichtbare Ähnlichkeiten in der Welt und ordnet das Einzelne dem „großen Ganzen“ unter (Holismus), um seinen verborgenen, tieferen Sinn freizulegen und auf kürzestem Weg zu einem vollkommenen Verständnis des Universums zu gelangen.
Dieser Tendenz entspricht – nach Lévi-Strauss – die bei allen naturreligiösen Kulturen anzutreffende Leidenschaft, alle Dinge und Ereignisse von der Pflanzen- und Tierwelt bis hin zu moralischen Begriffen wie „gut und böse“ in raffiniert ausgetüftelten, riesigen Klassifizierungssystemen unterzubringen. Dies schlage sich dabei allerdings in einem aus Sicht der Zivilisation merkwürdigen Umgang mit den Dingen und der Systematik nieder. So zitiert Der Spiegel zum Beispiel folgende Aussage: „Das Opossum hüpft, der Frosch hüpft – also ist der Frosch der Vater des Opossums. Oder: Der Adler ist dem Blitz verwandt, der Blitz dem Feuer, das Feuer der Kohle, die Kohle der Erde - also ist der Adler ein Herr der Kohle und ein »Erd«-Tier.“
Ordnung ist hierbei das Ergebnis immer wieder neuer Kombinatorik und Assoziation, nicht die Folge von Abstraktion und deduzierter rationaler Prinzipien wie etwa der Kausalität.
Die folgende Tabelle stellt die Merkmale der beiden Denkweisen in vereinfachter und „polarisierender“ Form einander gegenüber, um die Unterschiede „begreifbarer“ zu machen:
|                                  | Archaisches „wildes Denken“ | Modernes „gezähmtes Denken“ |
| Leitgedanke                      | „Liebe zur Ganzheit“ | „Liebe zur Wahrheit“ |
| Grundfrage                       | Wie passt das einzelne Ereignis in den Gesamtzusammenhang? | Wie ist das einzelne Ereignis zu erklären? |
| Grundannahmen                    | * Die unteilbaren Ereignisse sind die Realität * Dinge sind nur flüchtige Erscheinungen * Das „Große Ganze“ erscheint in den Dingen | * Die teilbaren Dinge sind die Basis der Welt * Ereignisse sind Wechselwirkungen der Dinge * Die Summe der Dinge bildet das Universum |
| Glaube und Vertrauen             | * Glaube an die Harmonie des Kosmos * Vertrauen in das überlieferte Wissen der Ahnen * Festhalten an bewährten Denkmodellen * Alle Erfahrungen sind gleichwertig | * Glaube an die Fähigkeiten des Menschen * Skepsis gegenüber jeglichen Theorien * Alles kann jederzeit in Frage gestellt werden * Nur überprüfbare Erfahrungen sind akzeptabel |
| Kollektive Ziele                 | * Verwandtschaft zum Großen Ganzen herstellen * Kultur als Spiegel der natürlichen Ordnung * Sinngebung, Vollständigkeit, Harmonie | * Erforschen der natürlichen Ordnung * Kultur als Schöpfung des Menschen * Wahrheit, Überprüfbarkeit, Fortschritt |
| Methodik                         | * „Ungeplante Bastelei“ aus zufälligen Bruchstücken von Erfahrungen, nach Wertvorstellungen sortiert * Vom Ganzen auf das Einzelne schließend | * „Planvolle Konstruktion“ aus experimentell untersuchten Ereignissen, nach tatsächlichen Zusammenhängen sortiert * Vom Einzelnen auf das Ganze schließend |
| Zeitliche Dimension              | Keine chronologische Sortierung von Ereignissen. Vergangene Ereignisse werden vergessen oder dienen als Gleichnisse zur moralischen Orientierung. Sie werden Teil der mythischen Vorzeit, in der alles „un-zeitlich“ nebeneinander steht | Chronologische Sortierung von Ereignissen. Vergangene Ereignisse bedingen den Lauf der Entwicklung und werden nach ihren kausalen Auswirkungen bewertet. Sie werden aufgezeichnet und damit Teil der fortschreitenden Geschichte |
| Darstellung und Verständlichkeit | Das mythische Weltbild ist ein Kompromiss aus Bildern der täglichen Erfahrung und den Erkenntnissen der Urheber, so dass die Wahrheit darin zwangsläufig „verschoben“ wird | Das wissenschaftliche Weltbild basiert auf der Wahrheit ohne subjektive „Zutaten“. Die ständige Schöpfung neuer Begriffe verringert seine Allgemeinverständlichkeit |
| Verbindung zur Gesellschaft      | Das „wilde Denken“ durchdringt alle Bereiche des Lebens unmittelbar. So ist z. B. jeder Einzelne über sein Totem, seinen Namen und seine Clanzugehörigkeit mit bestimmten natürlichen Erscheinungen (Tieren, Pflanzen, Orten usw.) verbunden. Er wird damit automatisch zum Teil des „Großen Ganzen“. Zudem sind die „Beweise“ der Mythen in real existierenden Erscheinungen (wie z. B. Felsen, Quellen, Landmarken) sichtbar. Die Identifikation des Einzelnen mit dem Weltbild und seiner Kultur entsteht somit in der „zeitlosen“ Gegenwart. | Das „gezähmte Denken“ schafft kein einheitliches Weltbild, das von allen Menschen verstanden werden kann. Seine Darlegungen in schriftlicher o. a. Form und seine Wirkungen auf die Gesellschaft (z. B. über die Technologie) eröffnen dem Interessierten einen – zumeist oberflächlichen – „Blick auf die bekannte Wahrheit“. Die Beweise der Theorien erschließen sich nur dem Fachmann. Der Einzelne identifiziert sich demnach mit dem Weltbild und der Kultur durch den gemeinsamen geschichtlichen Werdegang. |

## Der Vorteil des wilden Denkens
Lévi-Strauss sah das wilde Denken weder als unbewusste noch als unvernünftige Auffassung der Wirklichkeit an. Er vertrat die Überzeugung, dass es dem westlichen Denken darin überlegen sei, die Verwobenheit mit der Natur erlebbar zu machen und dies in das tägliche Leben einfließen zu lassen. Dies gelänge durch die komplexe Verbindung der kulturellen Ordnungsmuster (Volk, Stamm, Sippe, Familie, Clan usw.) mit den Klassen der unveränderlichen Natur (Tiere, Pflanzen, Sterne, Flüsse, Berge usw.). Obgleich jemand, der zum Beispiel Mitglied des Bärenclans ist, sich einem System von speziellen Lebensregeln und Tabus unterwerfen muss, empfindet er sich zugleich als Bestandteil der unveränderbaren und unzerstörbaren kosmischen Ordnung.

## Beispiele

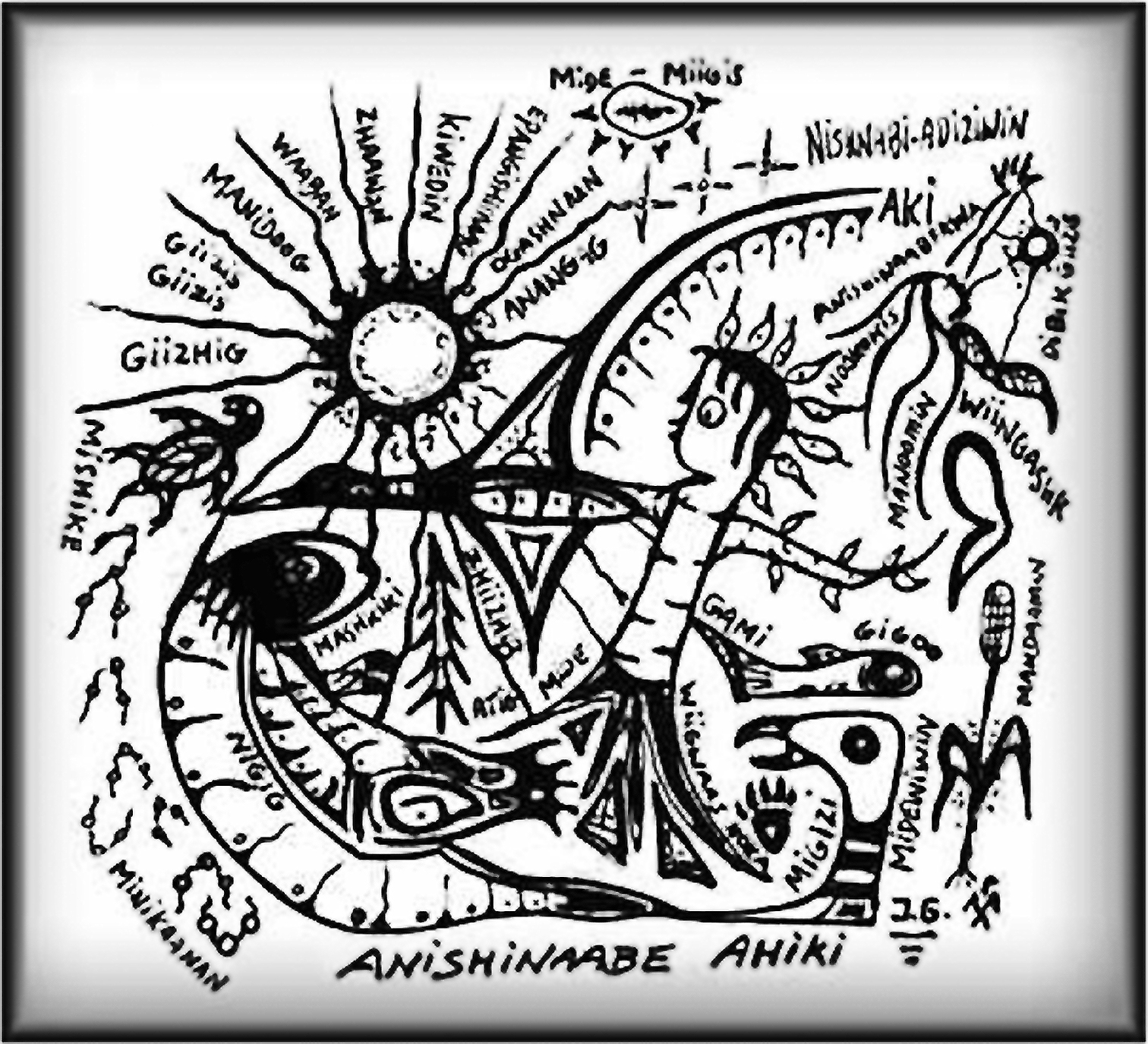
Das Universum der Anishinabe mit dem Donnervogel „animikii-binesiwag“ im Zentrum

Im Folgenden einige ausgewählte Beispiele für das „wilde Denken“, die sich dem westlichen Denken recht gut erschließen, aus Lévi-Strauss’ gleichnamigem Buch:

### Donnervogel (Welterklärung)
Ein anschauliches Beispiel für das wilde Denken ist der mythische Donnervogel vieler nordamerikanischer Ureinwohner: Durch die Tatsache, dass die Gewittersaison des Jahres im gleichen Monat beginnt, in dem die Zugvögel zurückkehren – und gleichfalls endet, wenn die Zugvögel wieder gen Norden fliegen, haben die Indianer eine mythisch-logische Verbindung zwischen den beiden Phänomenen hergestellt. Die Donnervögel sind die Herrscher der Himmelswelt. Mit ihren Augen erzeugen sie die Blitze, ihre Sprache ist das Donnergrollen und die herannahende Wolkenfront repräsentiert ihre Körper. Auf diese Weise entsteht eine symbolische Erklärung für den Wechsel der Jahreszeiten und die Verbindung zwischen Himmel und Erde mit einer eingängigen Personifizierung für die Kräfte, die diese Phänomene verursachen.

### Yurlunggur (Welterklärung)

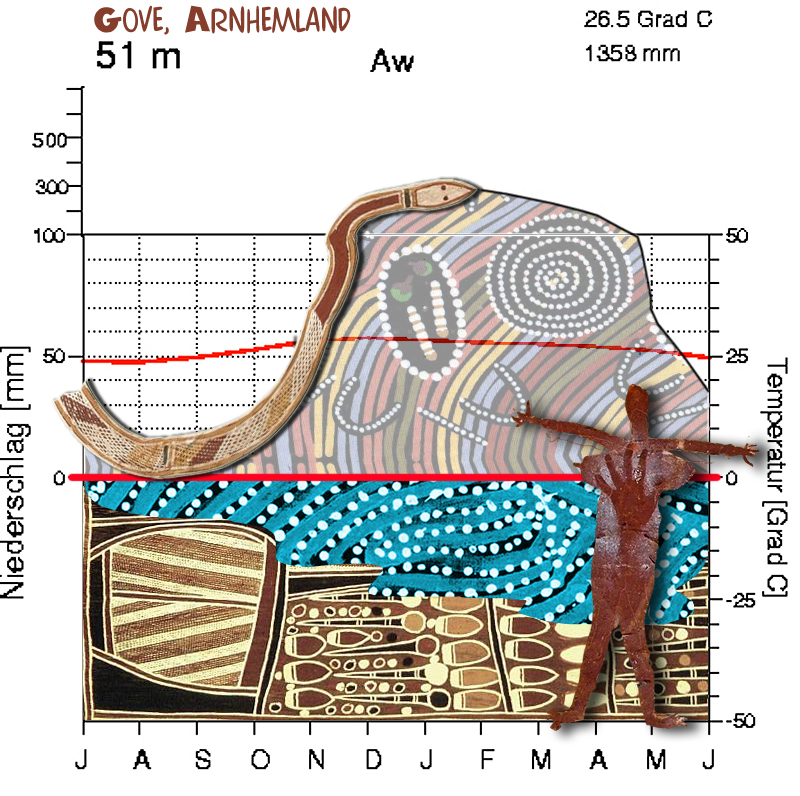
Klimadiagramm der Gove-Halbinsel in Arnhemland mit Bezug zum Yurlunggur-Mythos

Während ein modernes Niederschlagsdiagramm von Arnhemland in Nordaustralien stark abstrahiert ist und diverse Kenntnisse erfordert, um es richtig zu interpretieren, ist die Darstellung des dortigen Klimas in den Mythen der Yolngu ausgesprochen konkret und leichtverständlich:
„Eine junge Frau entweihte das heilige Wasser der Wasserstelle, in dem der Python Yurlunggur hauste, mit ihrem Menstrualblut. Die Schlange kam empört heraus, richtete sich hoch auf und rief einen Platzregen hervor, der die Wasserstelle über die Ufer treten ließ und eine große Überschwemmung verursachte. Solange die Schlange aufgerichtet blieb, hielten Regen und Überschwemmung an. Erst als sie sich wieder hinlegte, wurde es rasch wieder trocken und das Leben kehrte zurück.“
Tatsächlich folgt in Nordaustralien auf eine intensive Trockenzeit jedes Jahr regelmäßig eine intensive Regenzeit mit heftigen Niederschlägen und Springfluten, die das Land mehrere Dutzend Kilometer weit ins Land hinein überschwemmen. In dieser Zeit gibt es für die Yolngu, die sich auf erhöhtes Gelände zurückziehen müssen, nur ein unsicheres und geringes Nahrungsangebot. In der Übergangszeit herrscht hingegen Überfluss und üppiges Leben. Betrachtet man den gesamten Mythos, werden auch noch die Beziehungen zum menschlichen Leben deutlich: Die menstruierende Frau symbolisiert die noch „unreine“, unterlegene Weiblichkeit, die noch befruchtet werden muss, während der Regen die befruchtende, reine und überlegene Männlichkeit versinnbildlicht.

### Fußballritual (Harmoniebedürfnis)

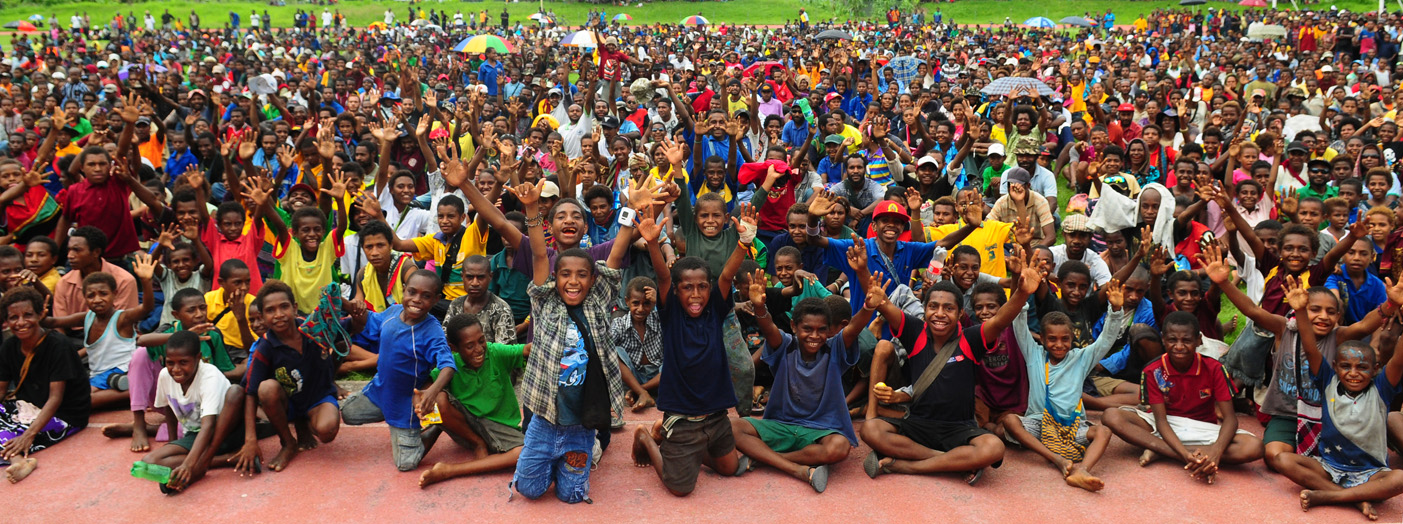
Die heutigen Papuas lieben Fußball

Nachdem das Volk der Gahuku-Gama aus Neuguinea das Fußballspielen gelernt hatte, wurde es umgehend ritualisiert: Während Meisterschaften in der westlichen Welt dazu dienen, einen Sieger zu ermitteln, werden bei diesem Volk so viele Partien gespielt, bis ein absoluter Gleichstand entstanden ist. Hier wird die große Bezogenheit des wilden Denkens auf Symmetrie und Harmonie deutlich.

### Höhlenbewohner und Schwangerschaft („Bastelei“)

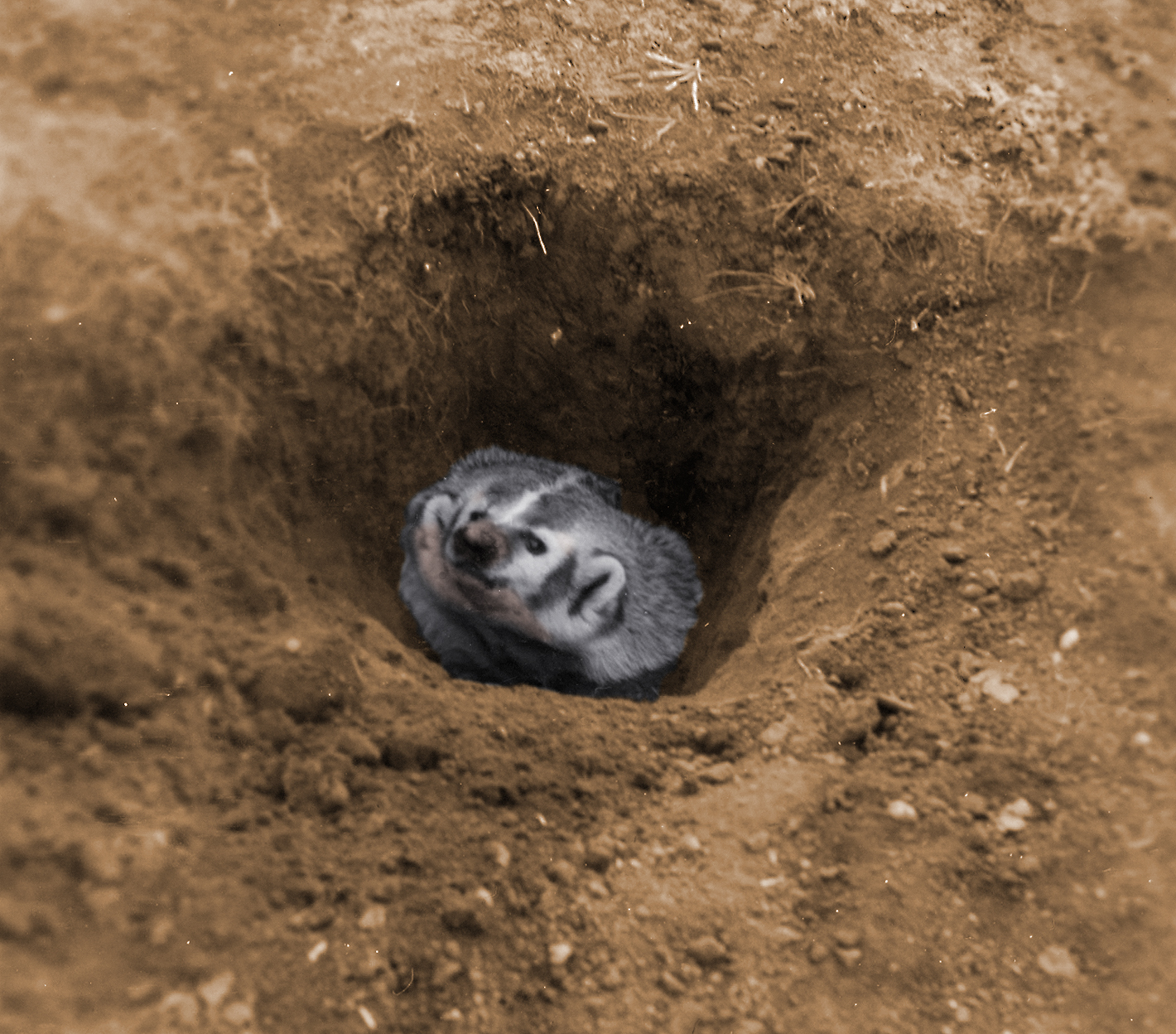
Glaube der Fang: Dachsbau als Analogie zum Geburtskanal

Während der Schwangerschaft müssen die Frauen der Fang aus Gabun jeglichen Kontakt mit Tieren vermeiden, die in unterirdischen Bauen oder Baumhöhlen wohnen. Man fürchtet, dass die Eigenschaft dieser Tiere, sich bei Gefahr in Höhlen zu flüchten, auf den Fötus übergehen könnte. Dies würde dann eine schwere und riskante Geburt verursachen, da das Kind lieber in der Bauchhöhle bleiben möchte, statt geboren zu werden. Dies ist eines von sehr vielen Beispielen, bei denen ein direkter Bezug zwischen dem menschlichen Leben und Verhaltensweisen von Tieren „zusammengebastelt“ wird. So stellt das wilde Denken auch viele phantasievolle, magische Zusammenhänge her, die vom wissenschaftlichen Standpunkt aus vollkommen irrational sind. Häufig lassen sich jedoch andere Standpunkte erkennen, die abergläubische Ideen durchaus sinnvoll erscheinen lassen. In diesem Beispiel ist es die psychologische Tatsache, dass die Vorstellung den jungen Frauen die Angst vor der Geburt verringern kann. Sie suggeriert, dass man etwas gegen eine (nicht vorhersagbare) schwere Geburt unternehmen kann. Einige Elemente moderner Geburtsvorbereitungskurse haben eine durchaus vergleichbare Wirkung.

### Tierische Gattinnen (Naturverbundenheit)

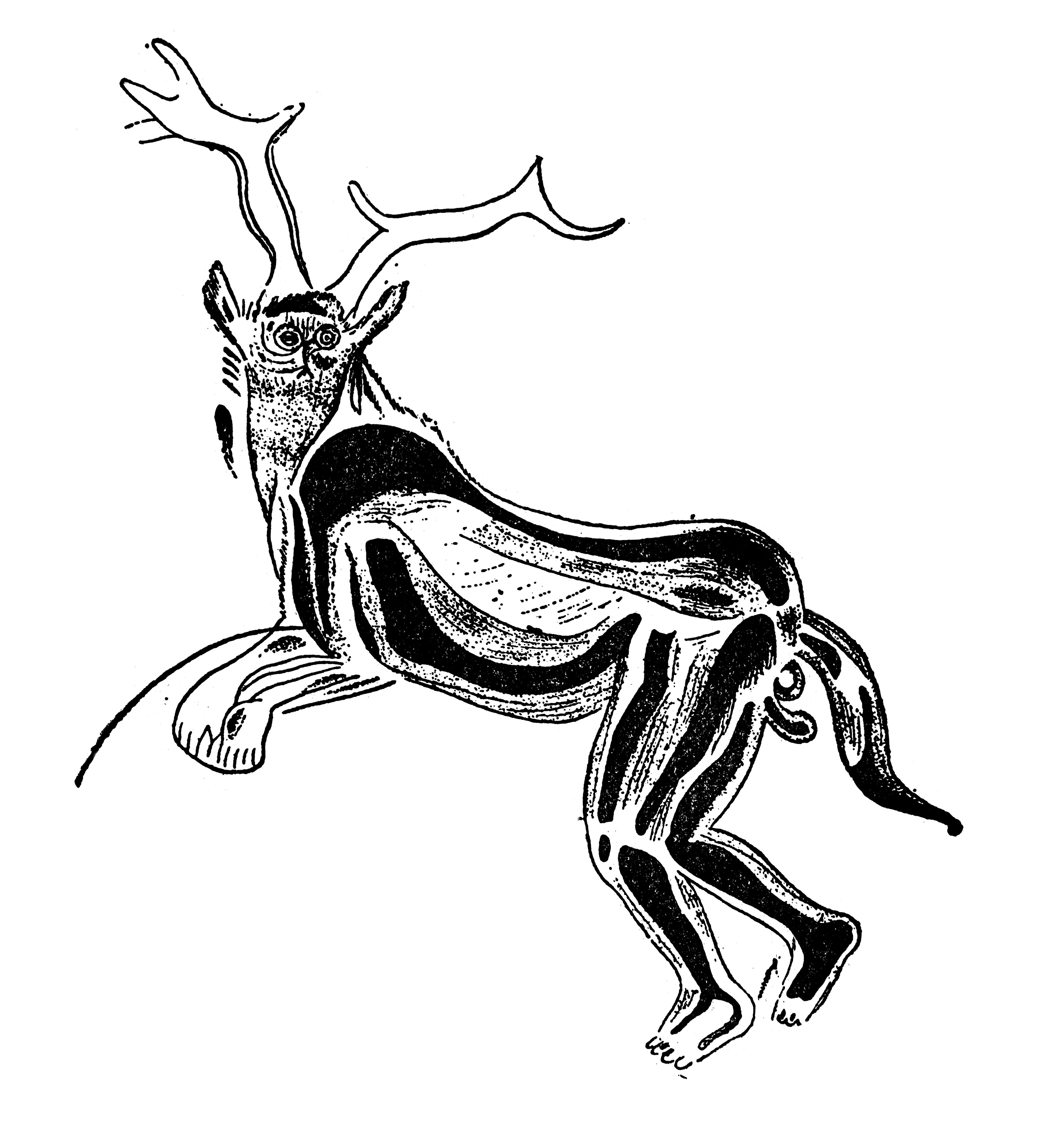
Höhlenmalerei aus Frankreich mit einem undefinierbaren Mischwesen

Der kanadische Anthropologe Diamond Jenness (1886–1969) notierte bei einem Interview folgende Aussagen von einem Informanten der Carrier-Indianer:
„Wir wissen, was die Tiere tun, welches die Bedürfnisse des Bibers, des Bären, des Lachses und der anderen Lebewesen sind, weil sich die Männer ehemals mit ihnen verheiratet und dieses Wissen von ihren tierischen Gattinnen erworben haben … Die Weißen haben in diesem Land nur kurz gelebt …; wir aber wohnen hier seit Tausenden von Jahren, und die Tiere selbst haben uns vor langer Zeit belehrt. …“
Solcherart Verwandtschaften zu Tieren oder Pflanzen findet man in sehr vielen indigenen Weltanschauungen in den unterschiedlichsten Spielarten. Sie untermauern das traditionelle Wissen – das in der Regel durch umfassende biologisch-ökologische Kenntnisse gekennzeichnet ist – mit einem tief empfundenen, emotionalen Fundament. Weitere Beispiele sind Clanzugehörigkeiten (Leoparden-Clan, Wolfs-Clan, Mais-Clan u. v. a.) oder individuelle Totemtiere, bei denen bestimmte Eigenschaften oder Verhaltensweisen dieser nichtmenschlichen Wesen in verschiedener Art und Weise in das kulturelle Verhaltensrepertoire übernommen werden. Auch die Bezeichnungen für Tierarten, die Heilwirkung von Pflanzen, visuelle Ähnlichkeiten von menschlichen Körperteilen mit Lebewesen oder der Übertragung natürlicher Ordnungsmuster auf das soziale Gefüge stellen solche Beziehungen zur Umwelt her. Auf diese Weise entsteht bei vielen in der Natur lebenden Völkern eine komplexe Verflechtung aller menschlicher Lebensbereiche mit der Natur.

### Kritik
Kritiker werfen Lévi-Strauss vor, dass die Übersetzung und Interpretation von Denkstrukturen oftmals zu spekulativ sei und überdies von der alltäglichen Wirklichkeit der untersuchten Gemeinschaften ablenke.:S. 53 Zudem bezweifeln manche Autoren die Bildung von Gegensatzpaaren als Grundmuster jeglicher Kategorisierung, so dass die Gefahr bestünde, sich von strukturalen Abstraktionen täuschen zu lassen.

## Filme
- WILDES DENKEN – Europa im Dialog mit spirituellen Kulturen der Welt. Film, Deutschland 2020, 108 Min., Regie: Rüdiger Sünner, Produktion:  Atalante-Filmproduktion, Inhaltsangabe von absolut medien.